# Lietuvos lengvosios atletikos federacija
La Lietuvos lengvosios atletikos federacija (LLAF) è una federazione sportiva che ha il compito di promuovere la pratica dell'atletica leggera e coordinarne le attività dilettantistiche ed agonistiche in Lituania.